# Tóroddur Poulsen
Tóroddur Poulsen, född 1957, är en färöisk författare. År 1992 belönades han med Färöarnas litteraturpris för årets skönlitterära verk.
Poulsen debuterade med diktsamlingen Botnfall (Bottensats) år 1984 och har sedan dess gett ut åtta diktsamlingar och två prosaböcker. Reglur (Regler) är ett av de litterära verk som klassat honom som en av de viktigaste förnyarna av den färöiska litteraturen.

## Priser och utmärkelser
- Färöarnas litteraturpris 1992
- Färöarnas kulturpris 2012